# Shohimardon
Shohimardon (auch Shakhimardan; russisch Шахимардан Schachimardan;  persisch شاه مردان, DMG šāh-e mardān, ‚König der Menschen‘) ist ein Ort im Ferghanatal. Shohimardon ist eine usbekische Exklave und vollständig von kirgisischem Staatsgebiet umschlossen. Die heutige Enklave hat eine Ausdehnung von 90 km² und eine Bevölkerung von 5.100 Personen (Stand: 1993), wovon über 90 % Usbeken und etwa 9 % Kirgisen sind.

## Lage
Shohimardon befindet sich 55 km südlich von Fergana, von wo eine asphaltierte Straße durch das kirgisische Oblus Batken (Distrikt Kadamschai) nach Shohimardon führt. Das von Bergen umgebene Shohimardon liegt auf 1500 Metern Seehöhe und gilt als die „Schweiz Usbekistans“. Die Landschaft ist vom Alai-Gebirge geprägt und wartet mit Wiesen, grünen Wäldern, Heilquellen und Seen auf, darunter der 1776 infolge schwerer Erdstöße entstandene See Koʻk-Koʻl (auch Kullikurban, Kurbankul, „blauer See“). Die Gebirgsbäche Koʻk Su und Oq Su vereinigen sich hier zum Fluss Shohimardonsoy.

## Geschichte
1930 wurde das Territorium Shohimardon von Kirgisistan aus- und an Usbekistan angegliedert und ist seitdem von Kirgisistan eingeschlossen. Während der Sowjetzeit hatte Shohimardons Dasein als Exklave rein administrative Relevanz, heute sind Visa erforderlich, um die Grenze von oder nach Shohimardon passieren zu können.
Im Jahr 2004 verlangten Abgeordnete des kirgisischen Parlaments, dass die Regierung Shohimardon von Usbekistan fordern sollte.

## Attraktionen und Ortsbild

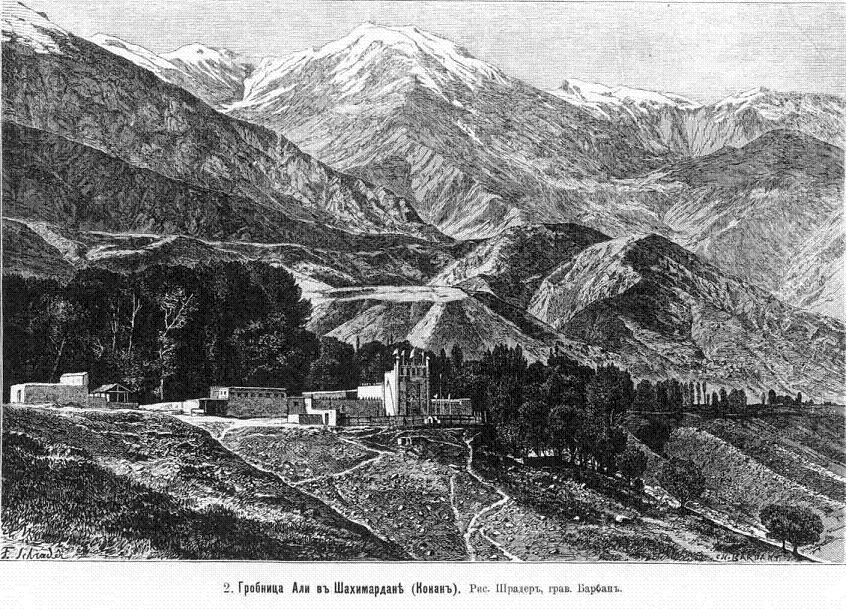
Grab des Ali in Shohimardon im Ferghanatal

Ein Mausoleum in Shohimardon wird als Grab des Schwiegersohns des Propheten Mohammed, des vierten Kalifen Ali ibn Abi Talib, verehrt. Das Mausoleum war jahrhundertelang das Ziel vieler Pilger, so auch der Khane von Kokand. 1921 wurde das Mausoleum zerstört, wodurch die Pilgerfahrten im Sinne des sowjetischen Atheismus aufhörten. 1993 wurde im Ortszentrum ein Hazrat-Ali-Mausoleum errichtet, das in seiner Form der Hazrat-Ali-Moschee aus der Sowjetzeit entspricht. Heute ist das Mausoleum wieder Ziel religiöser Pilger. Der Ortsname Shohimardon bezieht sich auf den Kalifen Ali.
Dem usbekischen Poeten Hamza Hakimzoda Niyoziy, der 1929 in Shohimardon getötet wurde, wurde in den 1960er-Jahren ein Mausoleum und ein Museum gewidmet und 1989, anlässlich seines hundertsten Geburtstags, ein neues Museum und ein Monument errichtet. Eine Zeitlang trug Shohimardon Niyoziy zu Ehren den Namen Hamzaobod (Ҳамзаобод, russisch Хамзаабад Chamsaabad).
An Wochenenden findet auf der Hauptstraße ein Markt statt.
In der Sowjetzeit wurden in Shohimardon mehrere Sanatorien errichtet.